# Meche Barba
Mercedes Barba Feito (Ciudad de México, 24 de septiembre de 1921-Ciudad de México, 14 de enero de 2000), conocida como Meche Barba, fue una bailarina exótica (rumbera) y actriz mexicana. Es considerada como una «reina del Trópico», denominación que se le dio a ella y a otras cuatro artistas más identificadas con el cine de rumberas.
Comenzó su carrera en las carpas con tan solo seis años de edad. Después de recibir enseñanza y alternar con grandes figuras del teatro mexicano, debutó como actriz de cine en 1944, esto en la película Sota, caballo y rey. Su participación estelar en la cinta Humo en los ojos (1946), la consagró como una de las principales exponentes del llamado cine de rumberas, que tuvo su auge durante la Época de Oro del cine mexicano. Poseedora de un estilo de baile diferente al de las cubanas, mucho más fino y mesurado, Barba llegó a ser considerada por la crítica como una versión mexicana de Rita Hayworth.
Entre sus películas más destacadas se encuentran; Venus de fuego (1949), Amor de la calle (1950), Si fuera una cualquiera (1950), Amor vendido (1951), y Ambiciosa (1953). Se retiró de los sets de filmación en 1954, pero retornó treinta años después en la televisión, apareciendo en varias telenovelas, mismas en las que se mantuvo vigente hasta su fallecimiento en el año 2000.

## Biografía y carrera

### Primeros años e inicios
Mercedes Barba Feito nació el 24 de septiembre de 1921 en Ciudad de México, siendo hija de Antonio el Barba, un actor circense de origen catalán, y Victoria Feito. Comenzó su carrera como actriz cuando tenía apenas seis años de edad, participando en las carpas de su ciudad natal. Esto se debió a que su padre sufría de una enfermedad que lo incapacitó para trabajar, por lo que ella y su hermana, Carmen Barba, se vieron en la necesidad de comenzar a actuar para poder sustentar la economía familiar. Barba acompañaba a su hermana a las funciones de las carpas, cuando el comediante y empresario Roberto «el Panzón Soto», le dio una oportunidad contratándola como tocha (empleada de las carpas encargada de realizar cualquier labor) en el show Caras bonitas. Sus padres le permitieron trabajar para que acompañara a su hermana.
En esta compañía Meche Barba tuvo la oportunidad de aprender a bailar. Meche mostraba aptitudes para el baile, así que sus padres la inscribieron a la escuela de danza de la bailarina rusa Nina Shestakova. Así fue que Meche Barba pudo foguearse en el ambiente de la carpa, y alternar con grandes figuras como Cantinflas, Manuel Medel, Joaquín Pardavé y varios más. Meche Barba fue contratada como segunda tiple en el espectáculo musical Rayando el Sol que presentaba su temporada en el Palacio de Bellas Artes, producido por Soto. Cuando la estrella principal de la revista, Eva Beltri se ausentó por motivos de salud, Meche tuvo la oportunidad de ocupar su lugar como primera figura. A este espectáculo le siguieron otros dos en el mismo recinto: Alma América y México a través de los siglos. Su participación como segunda tiple en el espectáculo Charros al charco sirvió de plataforma a la pequeña de apenas once años, para que ingresara a una de las compañías de revista más importantes de ese tiempo, la Compañía de Paco Miller, de donde surgieron artistas como Germán Valdés «Tin Tan», a cuyo lanzamiento artístico Meche contribuyó. Meche Barba y Tin Tan se conocieron en una gira en Ciudad Juárez. Marcelo Chávez y Meche Barba hacían de patiños del cómico llamado Donato, quien enfermó repentinamente y abandonó la compañía; Tin Tan entró a suplirlo y hacer el espectáculo con ambos, iniciando su carrera y su macuerna con Marcelo.
Así es como la carrera de Meche Barba fue despuntando. Por la mañana hacía presentaciones en teatros como el Lírico, el Follies Bergere y el teatro Virginia Fábregas, y por las noches actuaba en variedades en arenas de box y centros nocturnos como El Waikikí.

### Cine

#### Década de 1940
En una de sus presentaciones en Bellas Artes, el actor Agustín Isunza vio a Meche y la recomienda para participar con un pequeño rol en la película Ave sin rumbo (1937), bailando la rumba El jibarito. Fue hasta 1944 cuando la vuelven a contratar en el cine para participar en la cinta Sota, caballo y rey, del director Roberto O'Quigley, cinta donde debuta también el actor y cantante Luis Aguilar. En ese mismo año Meche inicia su participación en el cine de rumberas junto a la rumbera cubana María Antonieta Pons en el filme Rosalinda (La flor de la costa). En algún momento, Meche hará equipo con el director Miguel Contreras Torres y el actor Manuel Medel en dos películas: Rancho de mis recuerdos y El hijo de nadie, bajo el nombre artístico de Meche Izanda.

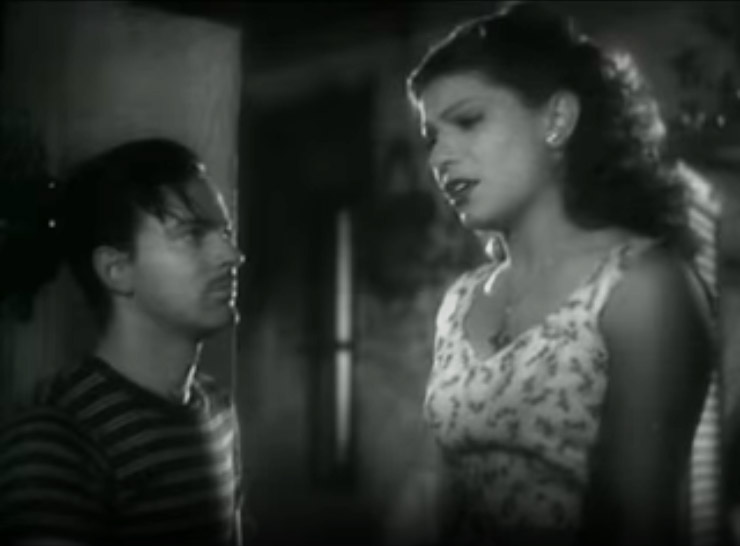
Con Rubén Rojo en Humo en los ojos (1946).

En 1946, ante la imposibilidad de María Antonieta Pons de filmar la cinta Humo en los ojos, el productor Alfonso Rosas Priego y el director Alberto Gout organizan un casting. Meche derrota a figuras como Lupita Torrentera y Yadira Jiménez y logra obtener el papel estelar. Sus compañeros de reparto fueron David Silva y María Luisa Zea. A partir del éxito del filme, Meche inicia una prolífica carrera en este género cinematográfico. Humo en los ojos es considerada como la cinta que inicia la producción masiva de películas de rumberas.
En 1947 participa con el rol antagónico de la cinta Gran Casino, primera que dirige Luis Buñuel en México, junto a Jorge Negrete y la también debutante en tierras aztecas Libertad Lamarque. Meche afirmaba que el hecho de que su personaje fuese más interesante que el de Lamarque hizo que acabara siendo drásticamente recortado. En ese mismo año, alterna por primera y única vez en el cine con "Tin Tan" en la cinta Músico, poeta y loco.
Fue dirigida por segunda ocasión por Alberto Gout en la cinta Cortesana, su segunda cinta del género de rumberas. En 1948, protagonizó Lola Casanova, primera cinta de la cineasta Matilde Landeta, e inspirada en una leyenda de los indios Seris, así como los filmes Lazos de fuego (de René Cardona). En 1949 actúa en Negra consentida, de Julián Soler, al lado de Ramón Armengod. Bajo la dirección de Soler también protagoniza El pecado de Laura (1949) (una de las primeras cintas de Silvia Pinal).
En 1949, en la cinta Venus de fuego, Meche inicia una serie de importantes colaboraciones cinematográficas con el actor y cantante Fernando Fernández. Ambos filman juntos una serie de importantes películas.

#### Década de 1950
El año de 1950 es uno de los más prolíficos de la carrera de Barba. Filma cintas como Amor de la calle y su secuela Si fuera una cualquiera, ambas de nuevo junto a Fernando Fernández, y Casa de vecindad, de nuevo con David Silva (otra de sus más célebres parejas fílmicas). La popularidad de los filmes de Barba continua durante el transcurso del año 1951, cuando filma cintas como Amor vendido, de Joaquín Pardavé; Cuando tú me quieras, junto a Luis Aguilar, Dancing, también con Fernández, y Acá las tortas, cinta cómica multiestelar donde Meche obtiene primeros créditos a pesar de realizar solo una actuación especial. En 1952 trabaja por primera vez con el cantante Antonio Aguilar en la cinta Yo fui una callejera (1952). En Cuando los hijos pecan (1952), comparte créditos por segunda vez con Silvia Pinal. En ese año también realiza la cintas La muerte es mi pareja, con el actor español Jorge Mistral y Pasionaria, dirigida de nuevo por Pardavé. En 1953 Meche estelariza la polémica cinta La mujer desnuda (1953), al lado de Antonio Aguilar, película censurada por la llamada "Liga de la decencia". También aparece en la cinta Reportaje, cinta multiestelar de Emilio Fernández. La cinta Ambiciosa (1953), pone fin a toda una serie de colaboraciones fílmicas con Fernando Fernández. También despertó polémica por la crítica directa que hacía al sórdido mundo del espectáculo. Meche Barba se caracterizó por su interpretación de mujeres perversas que explotaban a los hombres, y que según la actriz, podía sacarles más provecho que a los papeles de niña buena. Irónicamente, la misma Meche afirmó en algunas ocasiones tener en sus inicios un complejo de fealdad.
Después de su participación en la cinta As negro, en 1954, Meche se retira del cine, y permanece alejada del mundo del espectáculo durante treinta años, hasta su reaparición en la televisión en 1984. Al cine regresa en 1991 con un pequeño rol en la cinta Amor y venganza. Su participación en la cinta Los años de Greta, de Alberto Bojórquez, la hizo acreedora de su primer Premio Ariel a la mejor Co-actuación femenina. Su personaje en la cinta había sido pensado originalmente para la actriz y rumbera Rosa Carmina. Sin embargo fue Meche quién finalmente realizó el personaje en esta inteligente cinta sobre el mundo de la tercera edad y donde comparte créditos con otras veteranas estrellas como Beatriz Aguirre, Esther Fernández y Luis Aguilar.

### Televisión
En 1984, el escritor de telenovelas Carlos Romero, la convenció de incursionar en la televisión. Meche incursiońó en este medio con un pequeño rol en la telenovela Principessa. Participó durante las décadas de 1980 y 1990 en varias telenovelas, en la mayoría de las veces encarnando personajes de mujer humilde y buena. Meche Barba se convirtió en un ícono popular en las telenovelas mexicanas, al estilo de Silvia Derbez, Ninón Sevilla o Carmen Salinas. Una historia de vecindad en las telenovelas, no estaba completa sin la presencia de Meche Barba en el reparto. Meche estuvo presente en la trilogía televisiva de las "Marías", protagonizadas por la cantante Thalía: María Mercedes, Marimar y María la del barrio. Su último trabajo profesional fue en la telenovela Rosalinda (1999).

## Vida personal y muerte
Meche Barba conoció en los sets de grabación al actor y cantante Fernando Fernández. De la convivencia diaria, tanto en sets como en el escenario, nació una relación amorosa a pesar de que Fernández estaba casado con la cantante Lupita Palomera. De la relación entre Meche y Fernando nació un hijo: Fernando Fernández Barba.
El 14 de enero de 2000, Barba falleció en Ciudad de México a los 78 años de edad, a causa de una neumonía basal derecha, y una enfermedad pulmonar obstructiva crónica. Su cuerpo fue cremado en el Panteón Español, ubicado en la misma ciudad. El paradero final de sus cenizas es desconocido.

## Legado
En 2014, Meche Barba fue interpretada por la actriz Teresa Ruiz en la película biográfica del comediante y actor Cantinflas, Cantinflas.

## Filmografía

### Cine
- Ave sin rumbo (1937)
- Dos corazones y un tango (1942)
- Canto a las Américas (1942)
- Sota, caballo y rey (1944)
- Rancho de mis recuerdos (1944)
- Rosalinda (La flor de la costa) (1945)
- El hijo de nadie (1945)
- Loco y vagabundo (1945)
- Humo en los ojos (1946)
- Gran Casino (1947)
- Músico, poeta y loco (1947)
- Felipe fue desgraciado (1947)
- Cortesana (1948)
- Lola Casanova (1948)
- Lazos de fuego (1948)
- Negra consentida (1949)
- El pecado de Laura (1949)
- Una mujer con pasado (1949)
- Venus de fuego
- Eterna agonía (1949)
- Cuando el alba llegue (1950)
- Amor de la calle (1950)
- Si fuera una cualquiera (1950)
- Casa de vecindad (1950)
- Amor vendido (1951)
- Cuando tú me quieras (1951)
- Acá las tortas (1951)
- Dancing, Salón de baile (1952)
- Pasionaria (1952)
- Yo fui una callejera (Carpera) (1952)
- Cuando los hijos pecan (Cabaretera) (1952)
- Póker de ases (1952)
- La muerte es mi pareja (1953)
- Mi papá tuvo la culpa (1953)
- La mujer desnuda (1953)
- Reportaje (1953)
- Ambiciosa (1953)
- As negro (1953)
- Amor y venganza (1991)
- Los años de Greta (1992)

### Televisión
- Principessa como Elena (1984)
- Pobre juventud como Elvira (1986)
- Pobre señorita Limantour (1986)
- Quinceañera como Lupe (1987)
- Rosa salvaje como Sor Mercedes (1987)
- El cristal empañado como Yolanda (1989)
- Balada por un amor como Adela (1989)
- María Mercedes como Doña Chonita (1992)
- Sueño de amor como Teresa (1993)
- Valentina como Eloína (1993)
- Marimar como Doña Clorinda (1994)
- María la del barrio como Lupe (1995)
- Mujer casos de la vida real (1997; episodio «La profecía»)
- La usurpadora como Abigail Rosales (1998)
- Rosalinda como Angustias (1999)

## Premios
| Año  | Premio       | Categoría                  | Trabajo nominado  | Resultado | Ref.  |
| ---- | ------------ | -------------------------- | ----------------- | --------- | ----- |
| 1993 | Premio Ariel | Mejor coactuación femenina | Los años de Greta | Ganadora  | [ 8 ] |